# Естонський літературний музей
Естонський літературний музей (ест. Eesti Kirjandusmuuseum) розташований в Тарту. Є державним дослідницьким інститутом, знаходиться у підпорядкуванні у Міністерства освіти і науки Естонії. Метою роботи музею є збереження естонських мови і культури, а також публікація і просування науково-дослідницьких робіт в цій області.
З 1953 по 1990 рік мав назву Літературний музей імені Ф. Р. Крейцвальда.

## Про музей

### Історія

Естонський літературний музей, 2017
Фото: Алар Мадіссон

Музей був створений 11 вересня 1940 року на базі Бібліотеки архіву (до передачі в експлуатацію літературного музею відносився до Естонського національного музею), Естонського бібліографічного фонду, Архів естонського фольклору і Естонського культурно-історичного архіву. Пізніше, в 2000 році, в відання музею були також передані відділи фольклору.
З 1946 по 1997 рік музей був підрозділом Естонської академії наук.
В 2013 році до головної будівлі музею був прибудований новий чотириповерховий корпус, в якому, окрім іншого, облаштований сучасний архів для документів.

### Діяльність
Головними цілями роботи музею є збереження естонських мови і культури, а також просування наукових досліджень в цій галузі і участь в міжнародній діяльності в цьому напрямку. Для досягнення цієї мети проводяться дослідження в області фольклору і релігієзнавства, літератури, мистецтва, історії культури, біографічних матеріалів і бібліографії.
З 1949 року музей видає щорічний альманах «Декілька кроків» (ест. «Paar sammukest»).
З 1957 року в музеї проходить щорічна дводенна конференція дослідників естонського фольклору і літератури «Крейцвальдські дні», названа в пам'ять про засновника естонської літератури Фрідріха Крейцвальда.

### Структура
Музей складається з шести департаментів:
- Бібліотека архіву і її бібліографічне відділення
- Естонський культурно-історичний архів
- Архів естонського фольклору
- Департамент фольклору
- Адміністративний департамент

Після ремонту в 2017 році
Фото: Алар Мадіссон

Вид з вулиці Пеплері
Фото: Алар Мадіссон

Директором музею з 2015 року є Урмас Сутроп.

## Посилання

Скляна галерея, 2017 Фото: Алар Мадіссон